# Dar Caïd Nessim Samama
Le Dar Caïd Nessim Samama est l'un des palais de la médina de Tunis situé à la limite de l'ancien quartier juif de la Hara (actuel quartier de la Hafsia). Il porte le nom de Nessim Samama, personnalité de la communauté juive au XIXe siècle.

## Localisation
Le palais est situé sur la rue El Mechnaqa, à proximité d'El Kallaline, Bab Cartagena et de la Hafsia.

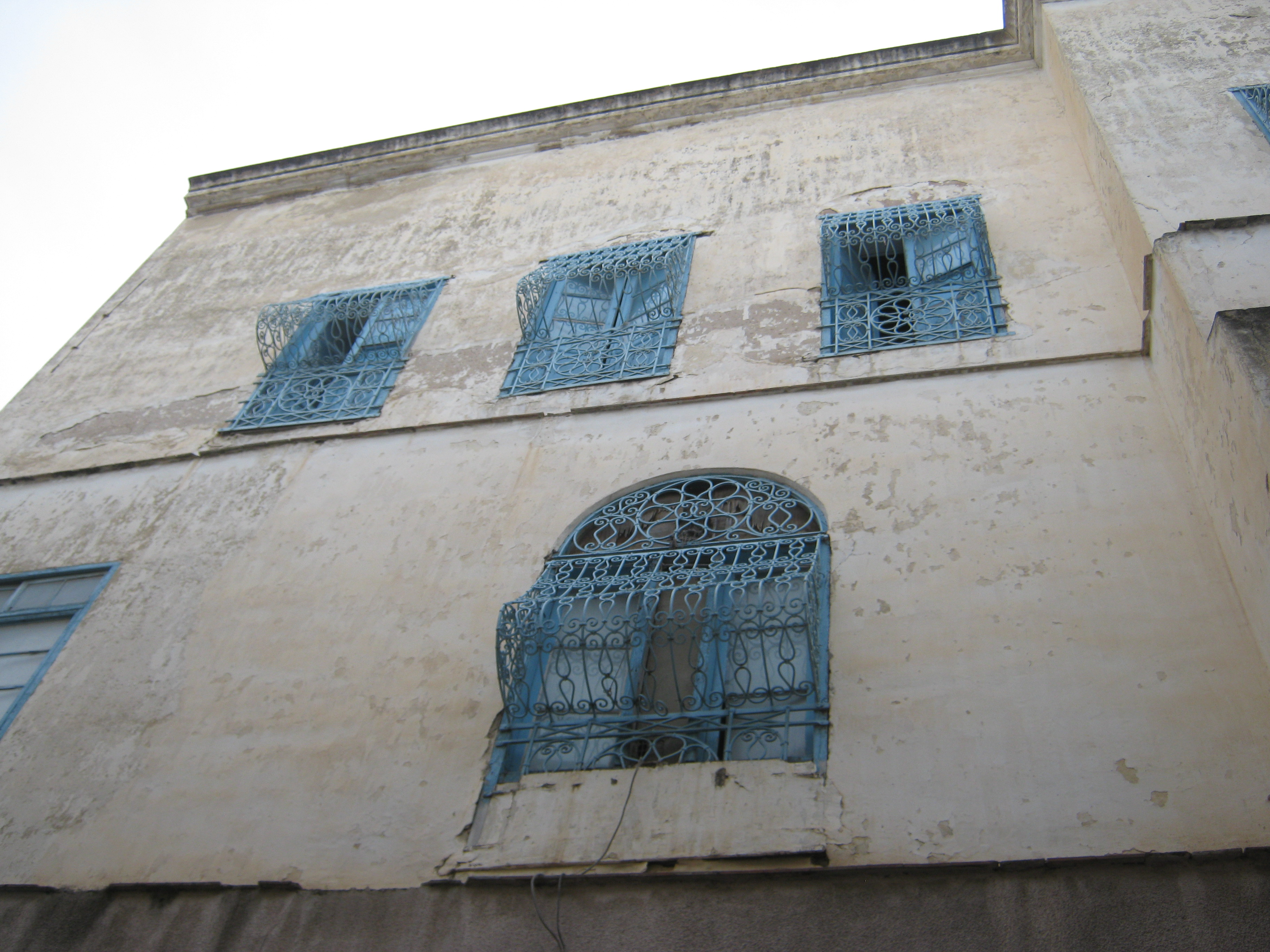
Façade du palais.
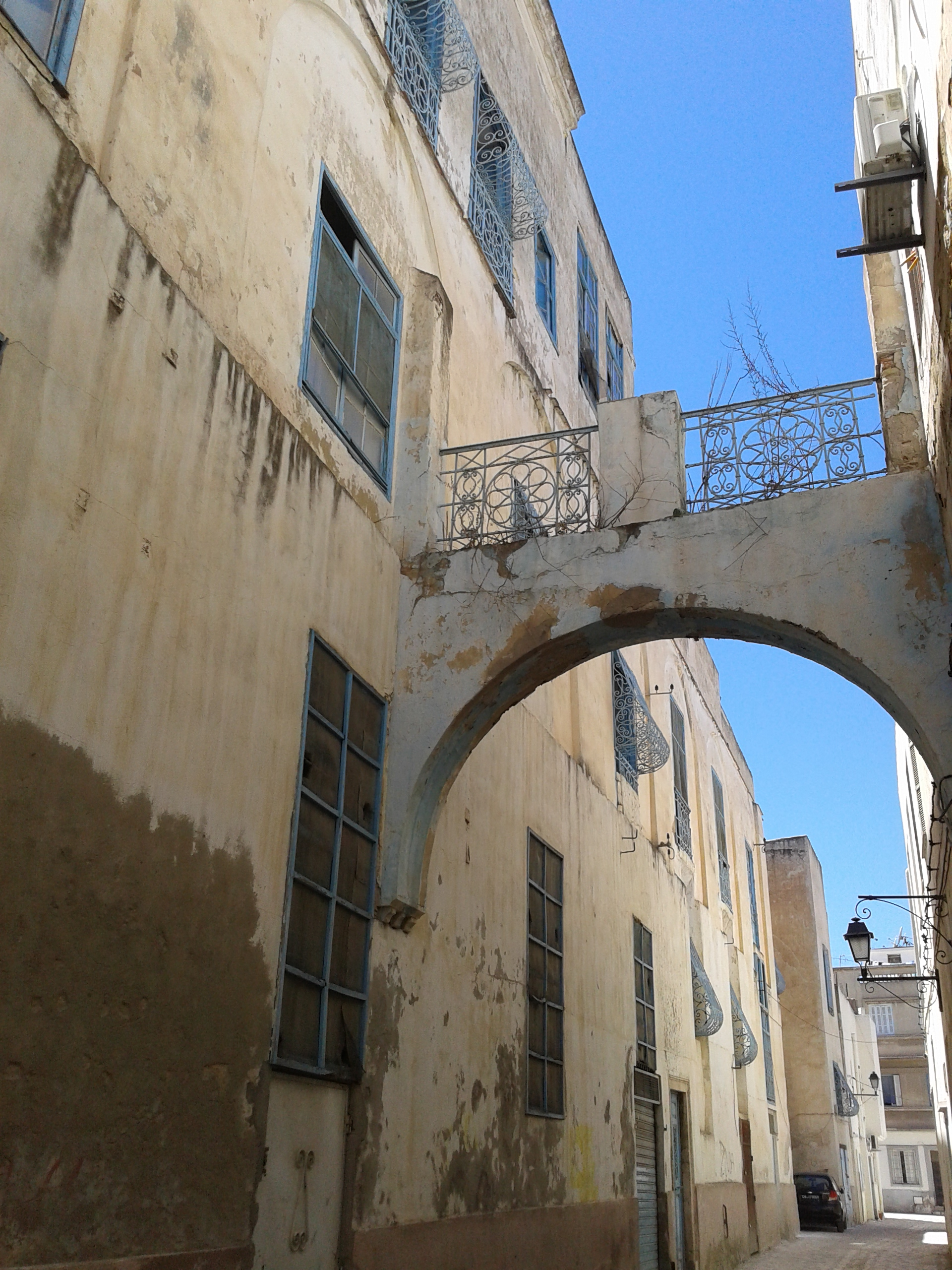
Façade du palais.
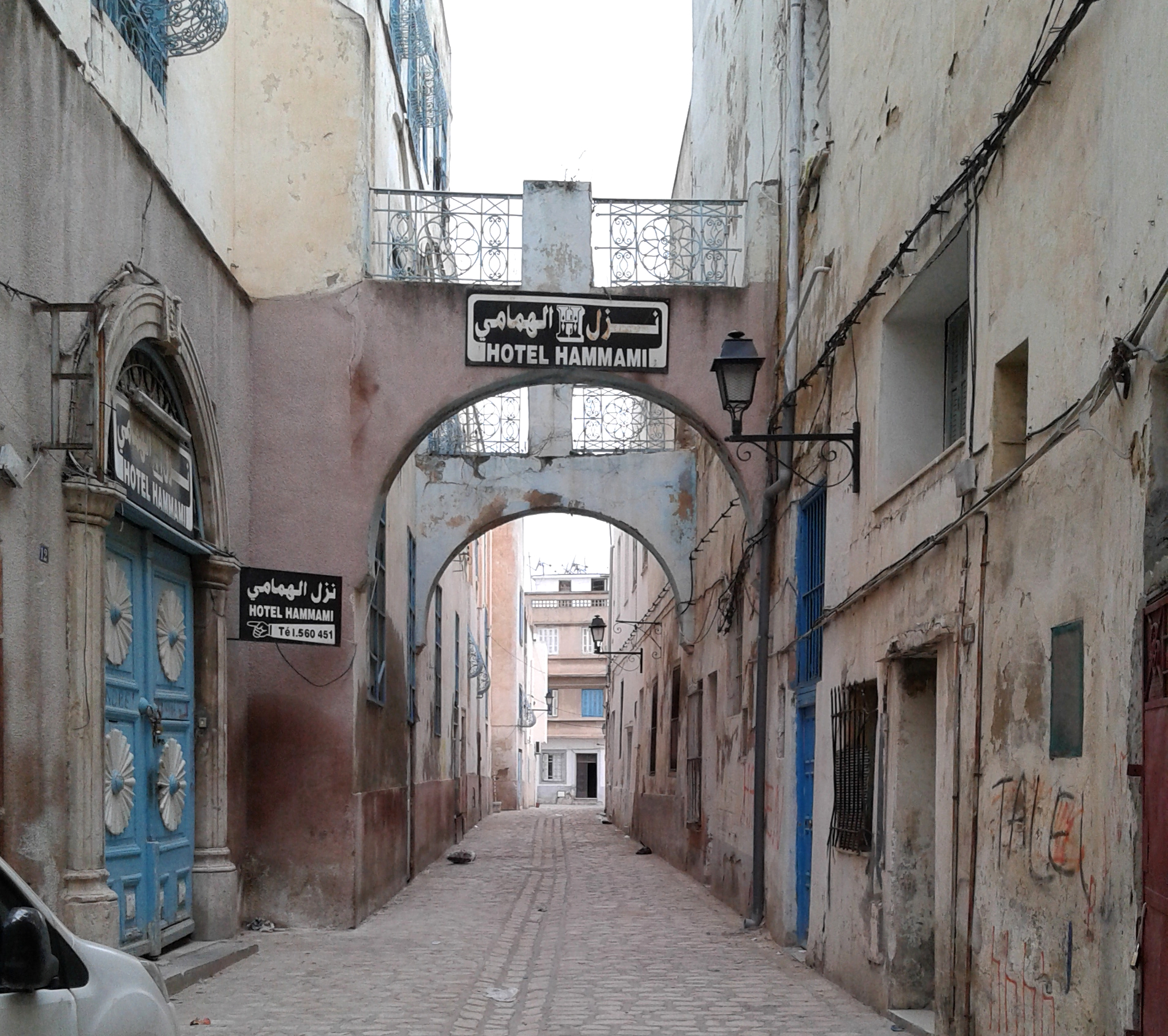
Perspective dans la rue El Mechnaqa.
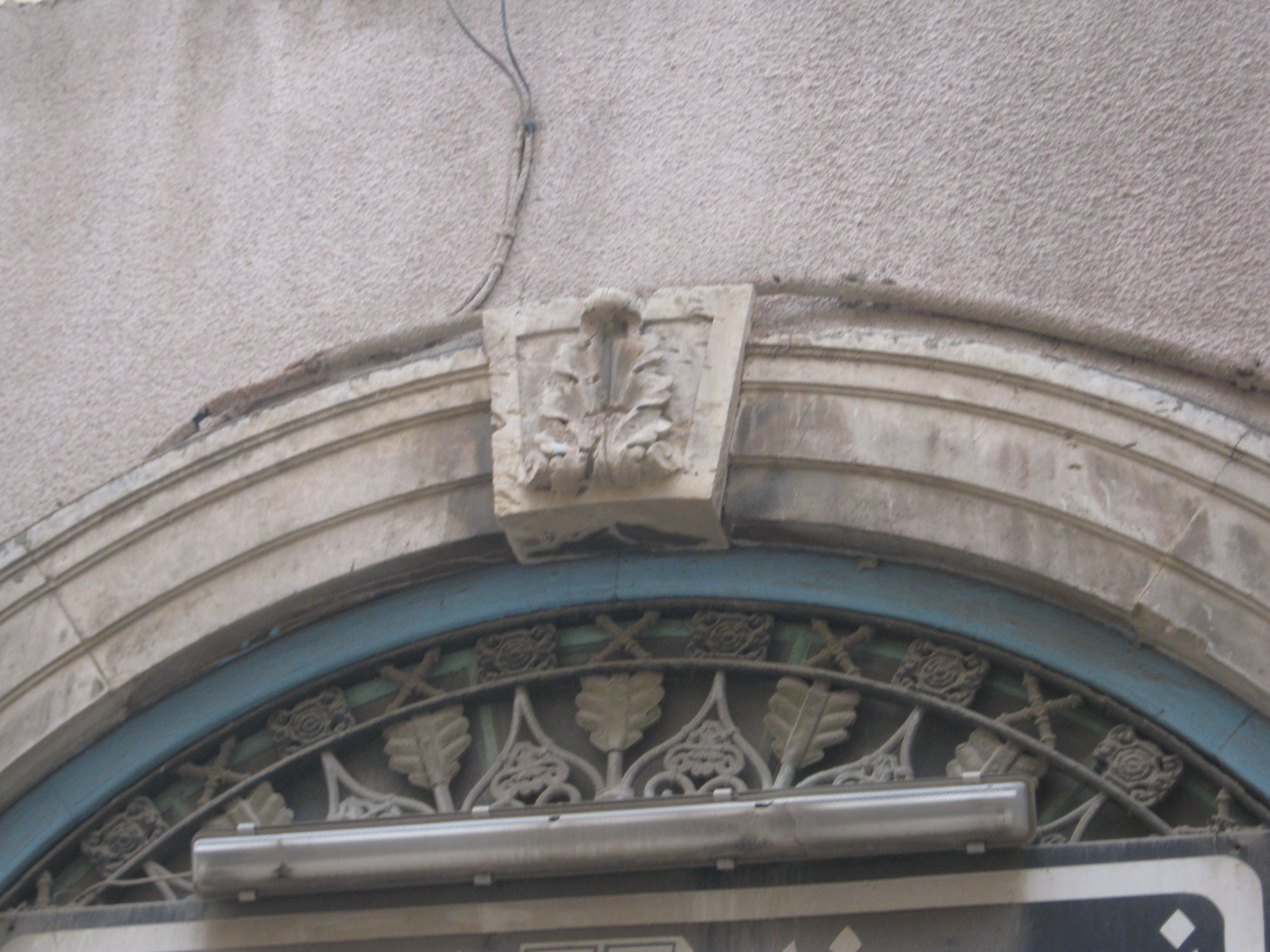
Détail de la décoration de l'entrée du palais.

## Histoire
Le caïd des Juifs et trésorier du bey, Nessim Samama, a édifié cette demeure dans les années 1860.
En 1881, l'Alliance israélite universelle transforme le palais en école de filles.